# BA-20 (装甲車)
BA-20はソビエト連邦の装甲車である。

## 概要
BA-20は、FAI装甲車の後継として開発された。
FAIはGAZｰA乗用車（フォード・モデルAのソ連版）ベースの装甲車だったが、本車もGAZ-Aの派生モデルであるGAZｰM1をシャーシに採用したため、外観はFAIとよく似たものとなった。FAIと比べ装甲厚を増加し、エンジンを強化して走行性能が向上したほか、ソ連軍装甲車としては初めて無線機を標準装備した。1934年から開発に着手、1936年より生産を始め、38年には無線手を追加して乗員3名としたBAｰ20Mが登場。独ソ戦開戦後の1942年6月をもって計2114輌で生産終了した。また鉄道軌道装甲車型であるBA-20zhdとBA-20Mzhdが開発され、前者は1938年から翌年までに61輌が、後者は1939年から1941年までに76輌が生産された。
1937年には側面装甲が少し傾斜した銃塔に変更され、BA-20MからはGAZ-MSのシャーシに変更されて足回りを強化、また車体・銃塔の前面装甲厚が9mmに増加、二枚の装甲板で構成されていた車体後面が、一枚の曲面装甲板に変更されている。また30リットル燃料タンクが追加され、路上での航続距離は450kmに増加した。

## 実戦

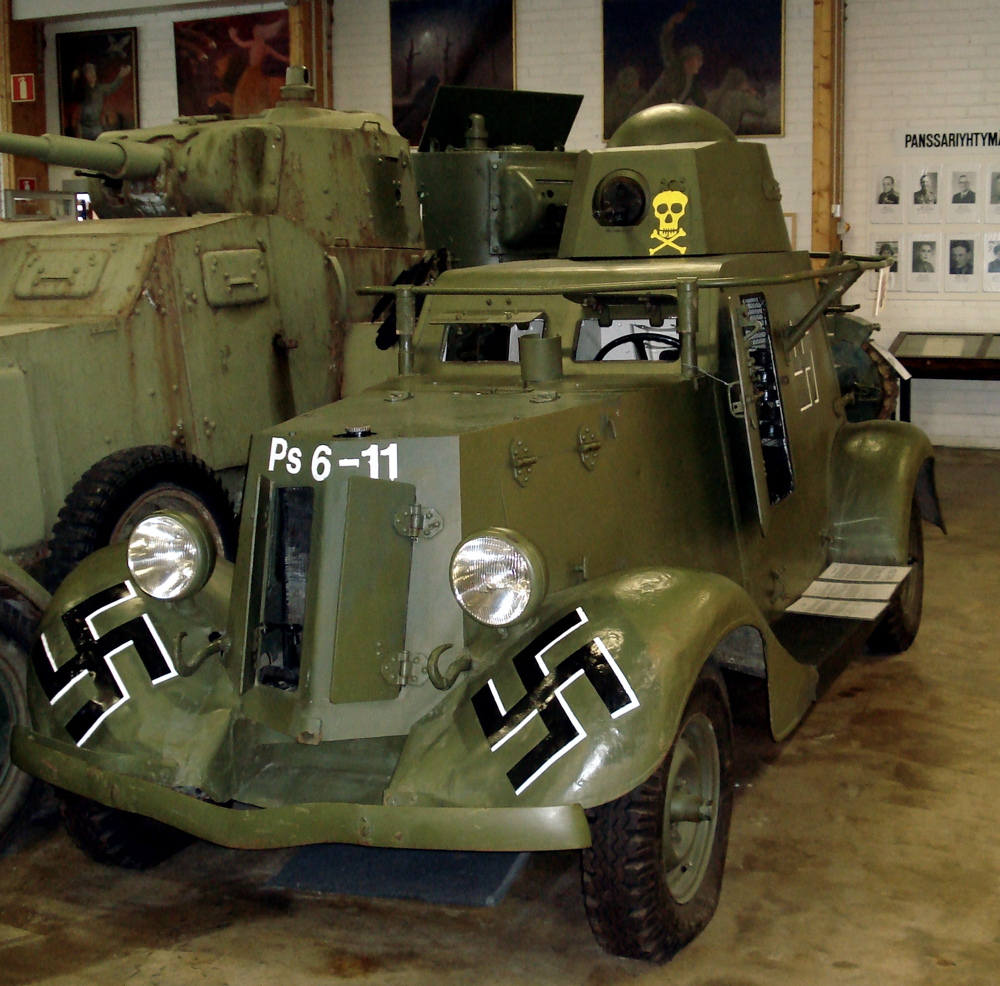
フィンランドが冬戦争で鹵獲したBA-20M。パロラ戦車博物館蔵。

最も早く関わった戦争はスペイン内戦であった。ソ連は支援する人民戦線に本車を供与した。
労農赤軍が本車を大々的に実戦で初めて用いたのはノモンハン事件であり、鉄道と共に補給を重視したゲオルギー・ジューコフは、戦車を含む日本軍の10倍近い装甲車輌を投入した。BA-6重装甲車と共に本車も補給部隊の護衛に活躍してソ連軍は勝利、輸送部隊は顕彰された一方で、16輌が全損、27輌が要修理な損傷を受けている。
ポーランド侵攻までは比較的平坦な地域での運用が中心であったが、冬戦争では悪路ゆえに大幅に運用が制限されることとなった。この戦いでは33輌が失われ、一部はフィンランド軍に鹵獲された。
これを受けていくつかの派生型（BA-21など）が開発されたが、根本的な改善には至らず、また装甲は極端に薄かったわけではなかったが、構造の問題から小火器による攻撃でも炎上してしまう事態が相次いだ。
さらに独ソ戦の初期にはドイツ国防軍にも鹵獲され、Panzerspärwagen BA 202（r）の形式名を与えられて二線級部隊で運用された。
これ以降はより軽量で簡易なBA-64軽装甲車と交代していったが、BA-20Mも1945年まで少なからず生き残り、満州侵攻にも17輌が参加している。いずれも装甲の薄さや武装の貧弱さが終戦まで付きまとったものの、各型合計2144輌が生産され、ソ連軍の補給を支え、1947年まで使われた。